# تسل (موزل)
تسل (به آلمانی: Zell) یک شهر و شهر در آلمان است که در کوخم-تسل واقع شده‌است. تسل ۴٬۳۰۱ نفر جمعیت دارد.

## نگارخانه

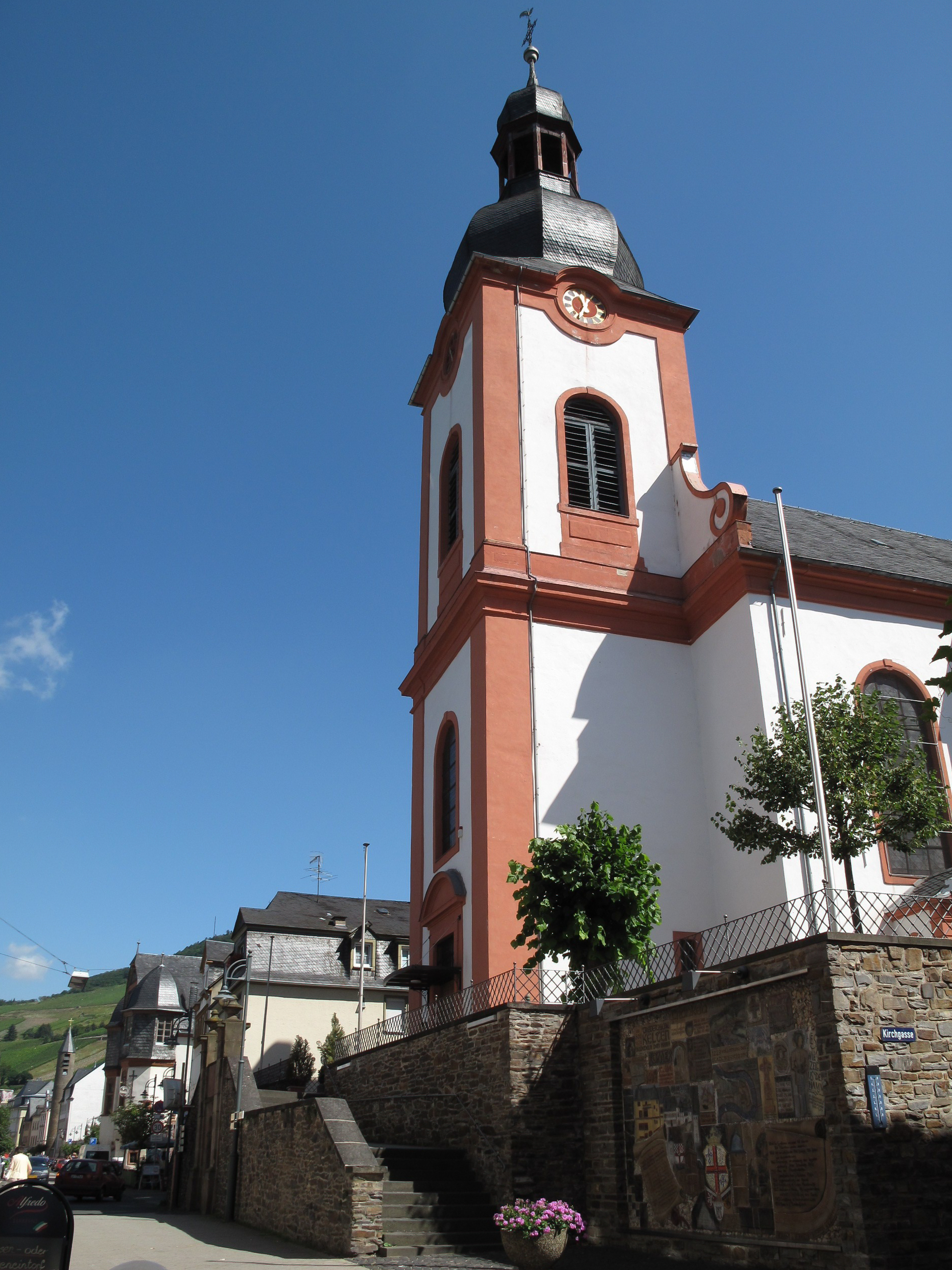
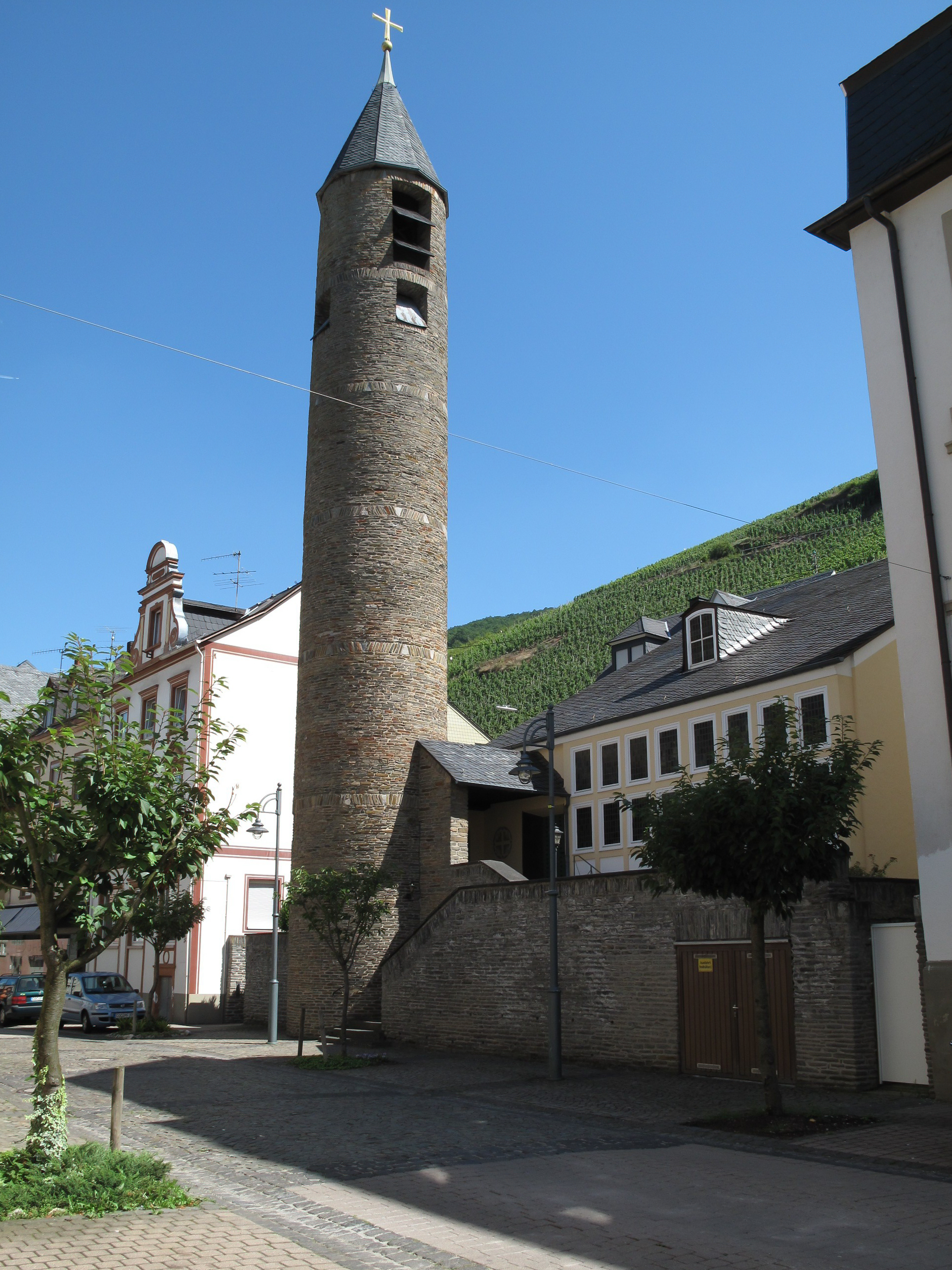